# پاویلون (حوزه سرشماری)، نیویورک
پاویلون (به انگلیسی: Pavilion) یک منطقهٔ مسکونی در ایالات متحده آمریکا است که در نیویورک واقع شده‌است. پاویلون ۸٫۵۸ کیلومتر مربع مساحت و ۶۴۶ نفر جمعیت دارد و ۲۹۱٫۰۹ متر بالاتر از سطح دریا واقع شده‌است.